# Lasioglossum bellulum
Lasioglossum bellulum är en biart som först beskrevs av Joseph Vachal 1910.  Lasioglossum bellulum ingår i släktet smalbin, och familjen vägbin. Inga underarter finns listade i Catalogue of Life.